# Ӓ (кирилиця)
Ӓ, ӓ — кирилична літера, утворена від А. Її використовують у гірськомарійській мові, де вона займає 2-гу позицію в абетці, а також у кільдинському діалекті саамської мови та у вахівському та сургутському діалектах хантийської мови. Також ця літера була присутня у ґаґаузькій кириличній абетці.
На початку слів літеру Ӓ не вживають.
В кільдинській саамській, гірськомарійській та ґаґаузькій кириличних абетках позначає голосний звук переднього ряду /æ/. В хантийській — голосний середнього ряду /ɐ/.

## Таблиця кодів
| Кодування | Реєстр | 10-ковий | 16-ковий | 8-ковий | Двійковий        |
| --------- | ------ | -------- | -------- | ------- | ---------------- |
| Юнікод    | Велика | 1234     | 04D2     | 002322  | 0000010011010010 |
| Юнікод    | Мала   | 1235     | 04D3     | 002323  | 0000010011010011 |

В інших типах кодування відсутня.